# 協会国際衛星放送
協会国際衛星放送（きょうかいこくさいえいせいほうそう）とは、基幹放送の一種である。

## 定義
放送法第2条第9号に「日本放送協会により外国において受信されることを目的として基幹放送局（基幹放送をする無線局をいう）又は外国の放送局を用いて行われる放送（人工衛星の放送局を用いて行われるものに限る。）」と定義している。
総務省令基幹放送局の開設の根本的基準第2条第6号にも同様に定義しており、放送法施行規則別表第5号第1国内放送等の基幹放送の区分(4)にも区分されている。
関連する定義として、放送法第2条
- 第10号に邦人向け協会国際衛星放送が「協会国際衛星放送のうち、邦人向けの放送番組の放送をするもの」
- 第11号に外国人向け協会国際衛星放送が「協会国際衛星放送のうち、外国人向けの放送番組の放送をするもの」

がある。

## 開設の基準
実施する基幹放送局を開設するときの基準は、基幹放送局の開設の根本的基準第4条の3により準用される第3条第1項第1号及び第2号の条件を満たすものでなければならない。 
1. その局の免許を受けようとする者（以下「申請者」という。）が確実にその事業の計画を実施することができること。
2. 申請者が設立中の法人であるときは、当該法人の設立が確実であると認められるものであること。

## 実際
受託協会国際放送が平成6年法律第74号による放送法改正により「日本放送協会の委託により、その放送番組を外国において受信されることを目的としてそのまま送信する放送であつて、人工衛星の無線局により行われるもの」と定義され1994年（平成6年）12月1日施行された。
協会国際衛星放送の前身であり、この規定に基づいて開始されたのがNHKワールドTVである。
促音の表記は原文ママ
平成22年法律第65号による放送法改正が2011年（平成23年）6月30日施行され、受託協会国際放送の制度は廃止され協会国際衛星放送となった。
また、邦人向けと外国人向けに放送することが定義され、放送法第20条第1項第5号において「邦人向け協会国際衛星放送及び外国人向け協会国際衛星放送を行うこと」が義務づけられた。 